# Quesada (Costa Rica)
Quesada, vaak: Ciudad Quesada is een stad (ciudad) en deelgemeente (distrito) in Costa Rica die tevens de hoofdplaats is van de gelijknamige gemeente (cantón) en gelegen is in de provincie Alajuela. Het is veruit de grootste stad in het verre noorden van Costa Rica. Het heeft een inwonersaantal van 44.200 inwoners en beslaat een oppervlakte van 145 km². Het ligt 656 meter boven de zeespiegel.

## Geboren
- Johnny Acosta (1983), voetballer
- Bryan Oviedo (1990), voetballer